# International Anti-Poaching Foundation
A International Anti-Poaching Foundation ( IAPF - Fundação Internacional Anti-caça furtiva ) é uma organização sem fins lucrativos sedeada na Austrália, que actua predominantemente no continente africano. Inicialmente tinha uma abordagem militar estruturada para a conservação, empregando tácticas e tecnologia geralmente reservadas para o campo de batalha moderno, e desde então mudou para uma abordagem orientada para a comunidade, o que inclui o treino de mulheres locais como guarda-florestais.

## História
A organização foi fundada por Damien Mander, após uma viagem à África, onde pretendia usar sua experiência naval na conservação da natureza. Ele viu os problemas que os guardas-florestais e a vida selvagem tinham,  e fundou a IAPF em 2009.
Em 2010, o programa de TV 60 Minutes filmou as operações da IAPF em Victoria Falls, no Zimbabwe, que se concentravam em proteger o trabalho de conservação e protecção do rinoceronte negro.
Em 2015, a IAPF fez a transição das tácticas militares para estratégias orientadas para a comunidade, tentando incentivar os locais a aderir ao esforço de conservação. Uma das estratégias adoptadas foi treinar mulheres para se tornarem guardas-florestais,  promovendo a  conservação da vida selvagem como  independência das das mulheres. Em especial as "vítimas de agressão sexual ou violência doméstica; mães solteiras, esposas abandonadas; orfãs devido à SIDA ”, segundo a BBC.
O primeiro programa da IAPF  direccionado para as mulheres foi desenvolvido no Vale do Baixo Zambeze e Phundundu, no Zimbabwe.
Eles também criaram programas de treino para mulheres na África do Sul. Durante o primeiro ano, a unidade anti-caça furtiva feminina prender cerca de 70 caçadores. 60 minutos filmou o trabalho da organização pela terceira vez em 2018, e cobriu o projecto Akashinga no Vale do Baixo Zimbabwe, a primeira reserva natural no mundo a ser gerida e protegida por mulheres. Jane Goodall é uma patrona da organização.

## Operações
A IAPF gere uma unidade anti-caça furtiva, que protege o programa de criação de rinocerontes negros, na Reserva de Caça Privada Stanley & Livingstone. Nenhum rinoceronte foi morto durante o tempo em que a IAPF actuou lá. A IAPF também treina gratuitamente guardas florestais no  Zimbábue.  Os guardas da IAPF aprendem a fazer uma emboscada, a patrulhar, a prender, prisão, a preservar a cena do crime , camuflagem.
Algumas habilidades são uma adaptação de cursos militares, ajustados para se adequar aos esforços de conservação. Alguns caçadores ilegais condenados foram reabilitados e enviados para trabalhar como guardas nos parques. Na África do Sul, a IAPF co-desenvolveu o padrão de qualificação do guarda anti-caça furtiva.

## Reconhecimento IAPF
Em 2013, a IAPF foi nomeada para três prémios no 28º Prémio Genesis anual da The Humane Society dos Estados Unidos  